# Amy O'Neill
Amy O'Neill (Pacific Palisades, 8 de julho de 1971) é uma atriz, performer e comediante norte-americana.
Iniciou a carreira aos 10 anos de idade, fazendo comerciais de televisão e em 1984 participou do sitcom "Mama's Family". Fez pequenas participações em séries de televisão a partir 1984 e recebeu um papel de destaque na telenovela The Young and the Restless, em 1986. 
O reconhecimento veio em 1989, quando interpretou Amy Szalinski no filme Honey, I Shrunk the Kids. Em 1992, reprisou o mesmo papel na sequência Honey, I Blew Up the Kid. Em 1993, trabalhou no elenco de "White Wolves: A Cry in the Wild II".
Em meados da década de 1990, reencontrou um amigo de infância que trabalhava em circos e passou a fazer performance em picadeiros de circos pela Europa e nos Estados Unidos. Em 2000, começou a trabalhar no circo "Girls on Stilts".
O seu trabalho mais recente de interpretação é na série "Baskets", de 2016.